# 中国动力工程学会
中国动力工程学会是中华人民共和国动力工程科技工作者组成的群众性学术团体，是中国科学技术协会主管的社会团体。

## 历史
前身是1962年成立的中国机械工程学会透平与锅炉学会。1979年更名为中国机械工程学会动力工程学会。1988年建立中国动力工程学会。